# 登戸研究所
登戸研究所（のぼりとけんきゅうじょ）は、神奈川県川崎市多摩区東三田にかつて所在した日本陸軍の研究所。風船爆弾のような秘密兵器や新兵器のほか、偽札、偽造パスポートなど謀略・諜報活動用資機材を開発・製造していた。

## 沿革

### 設立
十五年戦争（満洲事変・日中戦争・太平洋戦争）中期の1939年（昭和14年）1月、「謀略の岩畔」との異名をとった陸軍省軍務局軍事課長で陸軍大佐の岩畔豪雄（正確には軍事課長就任は同年2月、大佐昇進は同年3月）によって、特殊電波・特殊科学材料など秘密戦の研究部門として、通称「登戸研究所」が「陸軍科学研究所」の下に設立された。
登戸研究所の前身は1919年（大正8年）4月に「陸軍火薬研究所」が改編して発足した「陸軍科学研究所」のため、当初の正式名称は「陸軍科学研究所登戸出張所」であった。

### 運用中
所長にはこちらも大佐の篠田鐐が就き、1939年（昭和14年）9月に正式発足した。
1941年（昭和16年）6月に「陸軍科学研究所」が廃止され、「陸軍科学研究所登戸出張所」は「陸軍技術本部第9研究所」に改編された。大東亜戦争（太平洋戦争・第二次世界大戦）中の1942年（昭和17年）10月、陸軍兵器行政本部が設けられ、その下の「第九陸軍技術研究所」に改編。1943年（昭和18年）6月、電波兵器部門を多摩陸軍技術研究所へ移管された。
戦争末期には約100棟の建物があり、工員を含め1000人程度が働いていた。
1945年1月、『帝国陸海軍作戦計画大綱』が発表され、決号作戦（本土決戦）準備のため、登戸研究所は兵庫県丹波地方、長野県各地、福井県武生に分散移転した。
同年8月15日、敗戦が決定すると、陸軍省軍務課は『特殊研究処理要綱』を通達し、全ての研究資料の破棄を命令した。それらの資料の殆どが処分され、また、ほとんどの関係者が戦後沈黙したため、長らくその研究内容は不明だった。

## 組織
1944年時。
所長
篠田鐐少将
庶務課
第一科
物理関係全般、スパイ用無線通信機、無線探査器材、電話盗聴器、電波兵器、風船爆弾、怪力光線
第二科
化学兵器全般、秘密インキ、スパイ用カメラ（ライター、ステッキ、シガレットケース、ボタンなどに擬装）、毒薬、細菌兵器、牛疫ウイルスの研究開発、特殊爆弾（缶詰、煉瓦、トランクなどに擬装）、時限信管
第三科
経済謀略戦用兵器の研究開発として中華民国法幣の偽札製造、パスポート、各種証明書の偽造。
第四科
第一科・第二科が開発した器材の実用化試作、実験および製造工場の管理運営。

## 研究・開発された兵器
原子爆弾、生物兵器・化学兵器（BC兵器）、特攻兵器、謀略兵器、風船爆弾、缶詰爆弾、怪力光線、殺人光線、電気投擲砲。
上記の通り、怪力光線などのようにいささか空想じみた研究をしており、実態が不明な点が多いこともあって、各種創作物の中ではオカルトめいた怪しい研究所として描かれることが多い。しかし実際には、どちらかといえば謀略やBC兵器、特攻兵器のような、地味かつあまりイメージの良くない研究が主だった。
日中戦争で戦っていた中華民国の経済を乱すため、当時として40億円もの中国向けの偽札がこの研究所で作られ、30億円もの偽札が中国で使用された「杉作戦」が有名である。

## 登戸研究所の疎開
1944年（昭和19年）11月、二科と四科の一部が信州伊那谷の関東分廠（飯島、伊奈、宮田、赤穂、中沢の町村に分散疎開）、一科と四科の大半は兵庫県氷上郡小川村（後の山南町）の関西分廠、三科が福井県武生町に開設した北陸分廠へ疎開を行った。

## その後

### 帝銀事件
1948年1月26日に発生した帝銀事件では、警視庁は犯行に使われた毒物が登戸研究所が開発したものと推定し、第二科の研究者を中心に捜査が行われた。この中の捜査メモ（甲斐文書）に、関東軍防疫給水部と共同による人体実験の関与を指摘する供述が記録されている。第二科の関係者の多くは、登戸研究所で開発されたアセトン・シアン・ヒドリン（青酸ニトリル）である可能性があると証言している。

### 関係者
1950年（昭和25年）に朝鮮戦争が勃発すると、北朝鮮および東側諸国に対抗するため、戦犯免責者の公職復帰が行われた。登戸研究所関係者では第三科の関係者がGHQ（在日米軍）に協力し、横須賀基地内の米軍印刷補給所で、偽造印刷の技術を使い、共産圏の各種公文書の偽造を行った。
1952年に研究班の一部がアメリカ本土に移動。入れ替わりでかつて登戸研究所所長を勤めていた篠田が合流した。

### 跡地

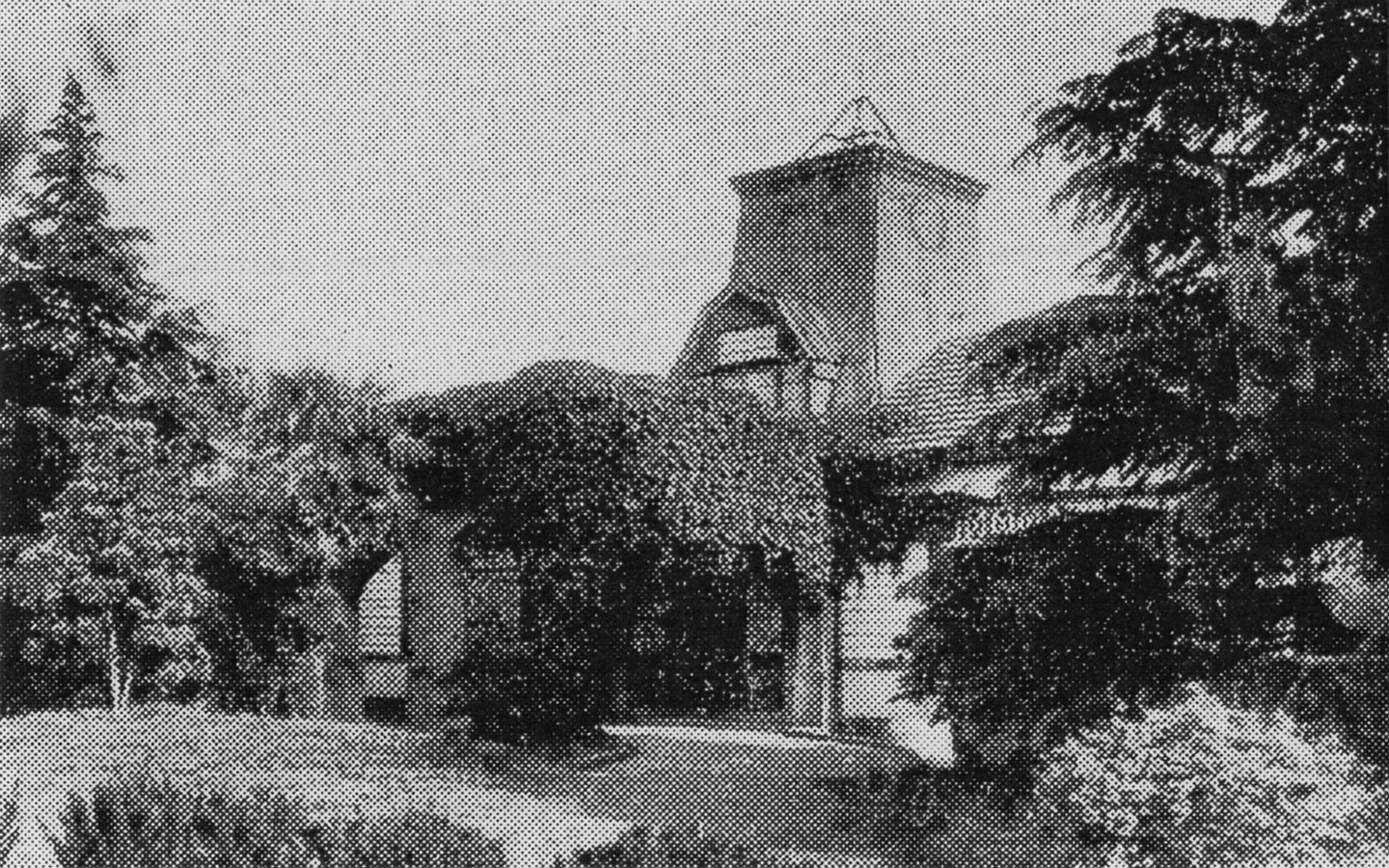
慶應義塾大学登戸仮校舎

戦後、登戸研究所跡地は慶應義塾大学や北里研究所、川崎国民学校などが使用し、慶應義塾は同地を医学部予科、工学部予科、法学部予科（一年）の登戸仮校舎とした。1949年（昭和24年）秋の日吉校舎の接収解除に伴い、登戸仮校舎は翌年春、明治大学に譲渡し、1951年（昭和26年）4月、農学部（旧・明治農業専門学校）が千葉県千葉郡誉田村（現・千葉市緑区）から移転してきた。後に工学部（現・理工学部）も東京都内から移転し、現在の明大生田キャンパスが完成した。
明大への譲渡後も多くの建物は校舎や学生寮となった。老朽化のため建物の大部分は取り壊されたものの、枯葉剤の研究が行われたと見られる「36号棟」のほか、動物慰霊碑や消火栓など当時の施設がまだ幾つか現存している。
2010年3月29日、前述の「36号棟」の建物をそのまま利用する形で平和教育登戸研究所資料館が開館した。風船爆弾の10分の1模型、元所員の証言のほか当時の貴重な資料や解体された棟のドア、柱などの建築部材が展示されている。開館日並びに開館時間は、毎週水曜日から土曜日の10時より16時まで。